# Slag bij Helsingborg (1710)
De Slag bij Helsingborg vond op 10 maart 1710 plaats tijdens de Grote Noordse Oorlog nabij de plaats Helsingborg. Het Deense invasieleger stond onder aanvoering van Jørgen Rantzau. Het Zweedse leger werd geleid door de graaf Magnus Stenbock.

## Aanloop
Al enkele jaren hadden de Denen geen poging meer ondernomen om de verloren provincies Skåne, Halland en Blekinge te heroveren, maar na de verloren van slag bij de Zweden bij Poltava in 1709 zagen de Denen weer kansen. Nog datzelfde jaar volgde de officiële oorlogsverklaring. In de herfst vielen de Denen met een groot leger Zweden binnen. Binnen korte tijd werden de verloren gegane gebieden heroverd, behalve de grote steden als Malmö en Landskrona.
Het Deense leger had de opdracht gekregen om de marinebasis van Karlskrona te veroveren. Ondertussen wierf graaf Stenbock een nieuw leger bij elkaar om de Denen tegen te kunnen houden. De stad Helsingborg was van belang voor de controle over Skåne en Stenbock stuurde daar zijn leger heen om de aanvoerlijnen van de Denen te blokkeren. Jørgen Rantzau kreeg van de Deense opperbevelhebber de opdracht om het Zweedse gevaar te bevechten

## Slag
Op de ochtend van 10 maart marcheerde Stenbock met zijn leger naar Helsingborg. Al snel kwam hij het Deense leger tegen. Slechts een mist scheidde de twee legers. Toen eenmaal de mist was weggetrokken, liet de Deense legerleider Rantzau al snel zijn kanonnen het vuur openen op de Zweedse stellingen. Stenbock ging direct in de aanval en besloot de rechterflank van het Deense leger aan te vallen. Vervolgens barstten de eerste gevechten los.
Ondertussen had een gedeelte van het Zweedse een omtrekkende beweging gemaakt en kon de linkerflank van het Deense leger in de rug aanvallen. De Deense grenadiers wisten lang stand te houden en wisten het leger behoorlijk te vertragen. Door een snelle aanval van de Zweedse cavalerie moesten uiteindelijk ook de grenadiers buigen. Door de aanval op de linkerflank was het leger in tweeën gebroken. Zodra de Zweden de hoofdmacht aanvielen sloeg het leger op de vlucht.

## Nasleep
Het restant van het Deense leger dat de slag had overleefd zocht hun toevlucht achter de muren van Helsingborg. Stenbock ging echter niet tot de aanval over. Uiteindelijk ging men over op het bombarderen van de stad om zo het leger uit te roken. Het duurde vijf dagen voor het Deense leger de stad verliet. De stad zelf was hard getroffen, want het bombardement had vele gebouwen in de stad in puin gelegd. De lijken die waren blijven liggen vergiftigden de putten van de stad waardoor er een grote epidemie in de stad kon uitbreken, die zich later over heel Zweden verspreidde.